# Schronisko nad Kamieniołomem
Schronisko nad Kamieniołomem – schronisko na wzgórzu Nad Kopalnią, w obrębie miejscowości Jaroszowiec, w województwie małopolskim, w powiecie olkuskim, w gminie Klucze. Pod względem geograficznym znajduje się na Płaskowyżu Ojcowskim na Wyżynie Olkuskiej będącej częścią Wyżyny Krakowsko-Częstochowskiej.

## Opis obiektu
Znajduje się w grupie skał zwanych Turniami nad Kopalnią lub Skałami nad Kopalnią. Tworzą one długi skalny mur nad wyrobiskiem nieczynnej kopalni rudy żelaza i cementowni „Klucze”. Duży otwór schroniska znajduje się w zachodniej jego części. 
Schronisko ma 3 otwory. Otwór główny znajduje się na północnej stronie skał, dwa pozostałe po stronie południowo-zachodniej. Jest w całości oświetlone rozproszonym światłem słonecznym, suche i przewiewne, bez własnego mikroklimatu. Brak nacieków jaskiniowych, namulisko składa się z gruzu i próchnicy. Na ścianach miejscami rozwijają się glony i porosty. Zwierząt nie obserwowano.
Schronisko jest odwiedzane – świadczą o tym ślady palonych w nim ognisk. Zmierzyli go i opisali A. Polonius i J. Sławiński w lipcu 1998 r. Plan opracował A. Polonius. 

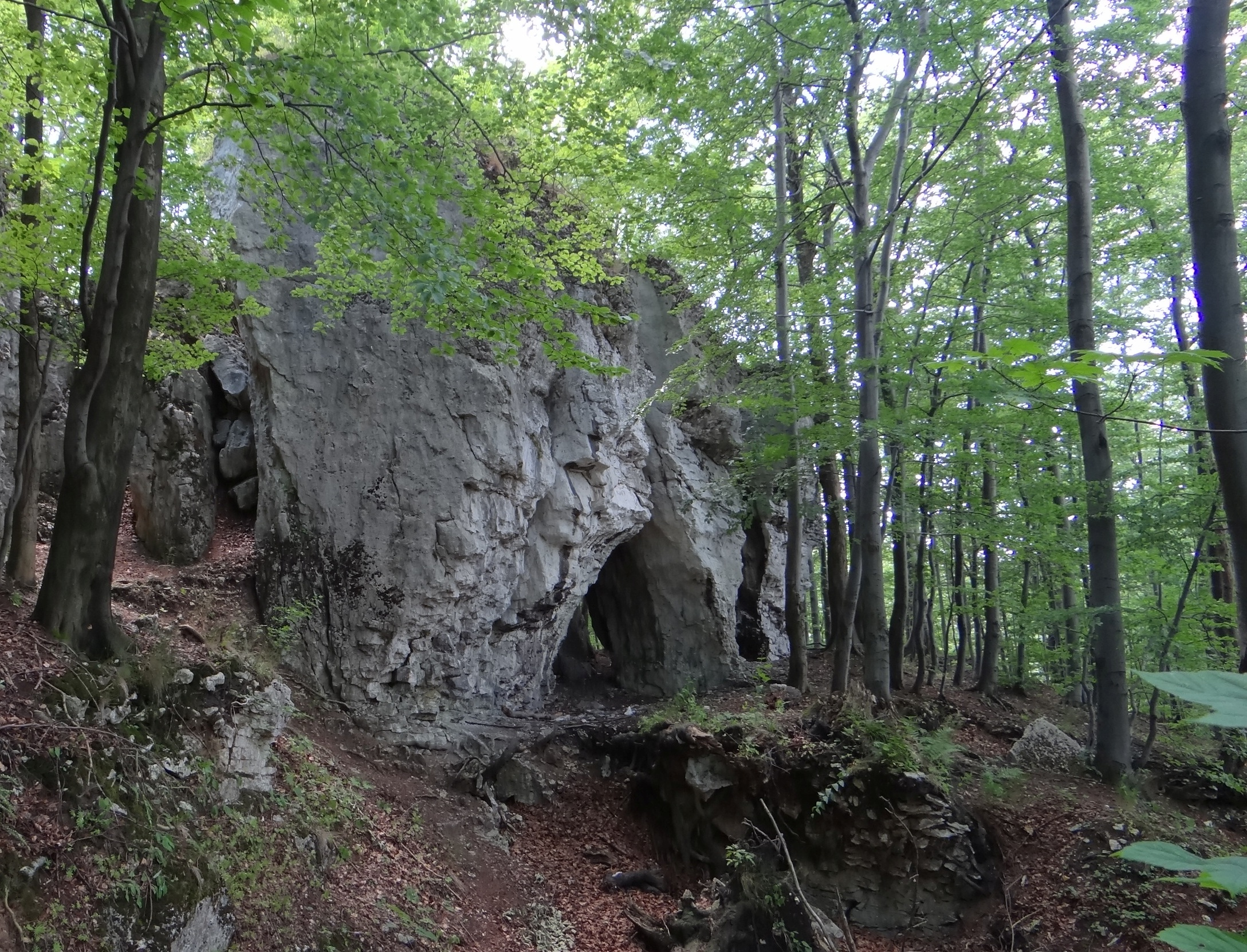
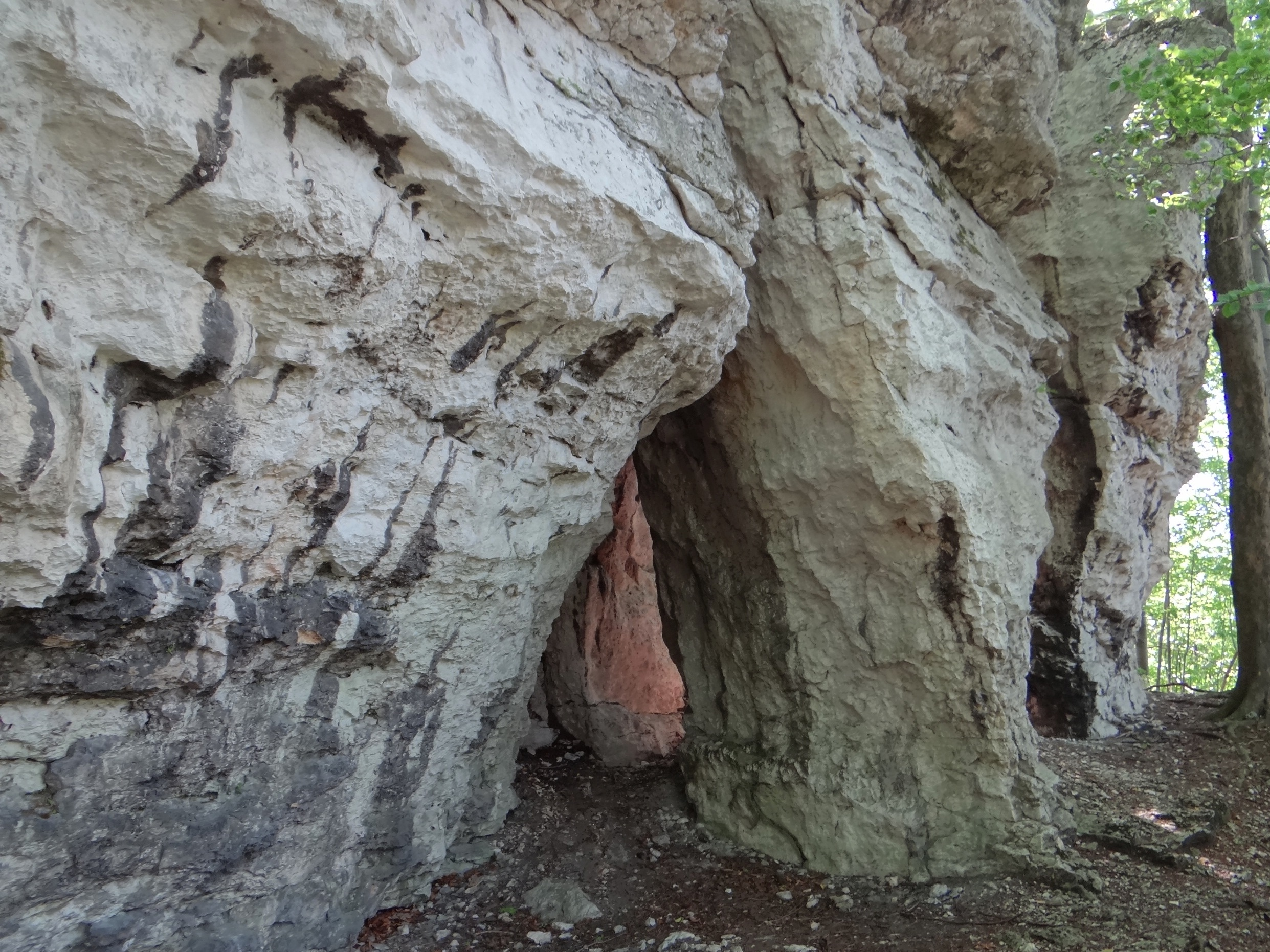
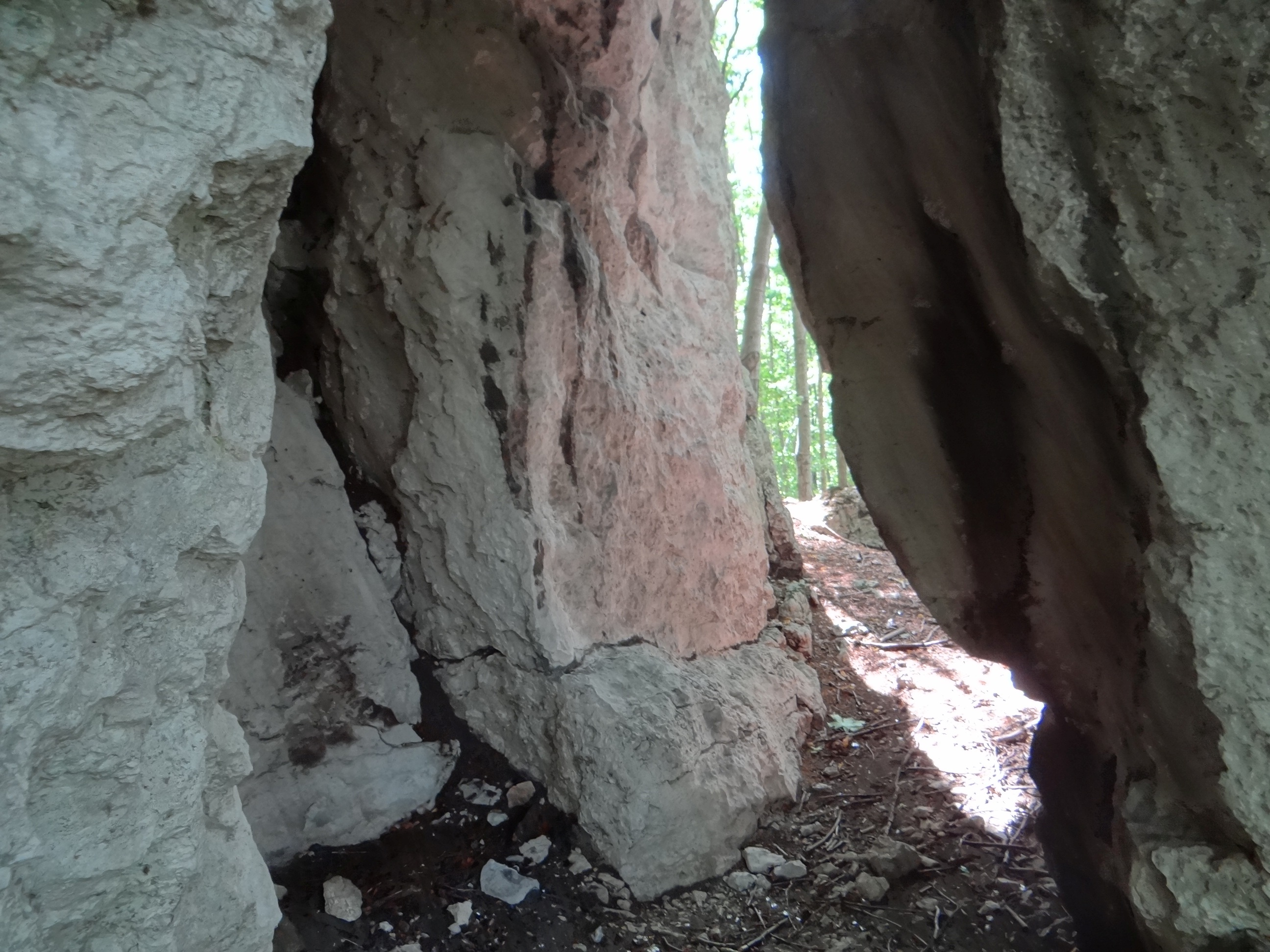
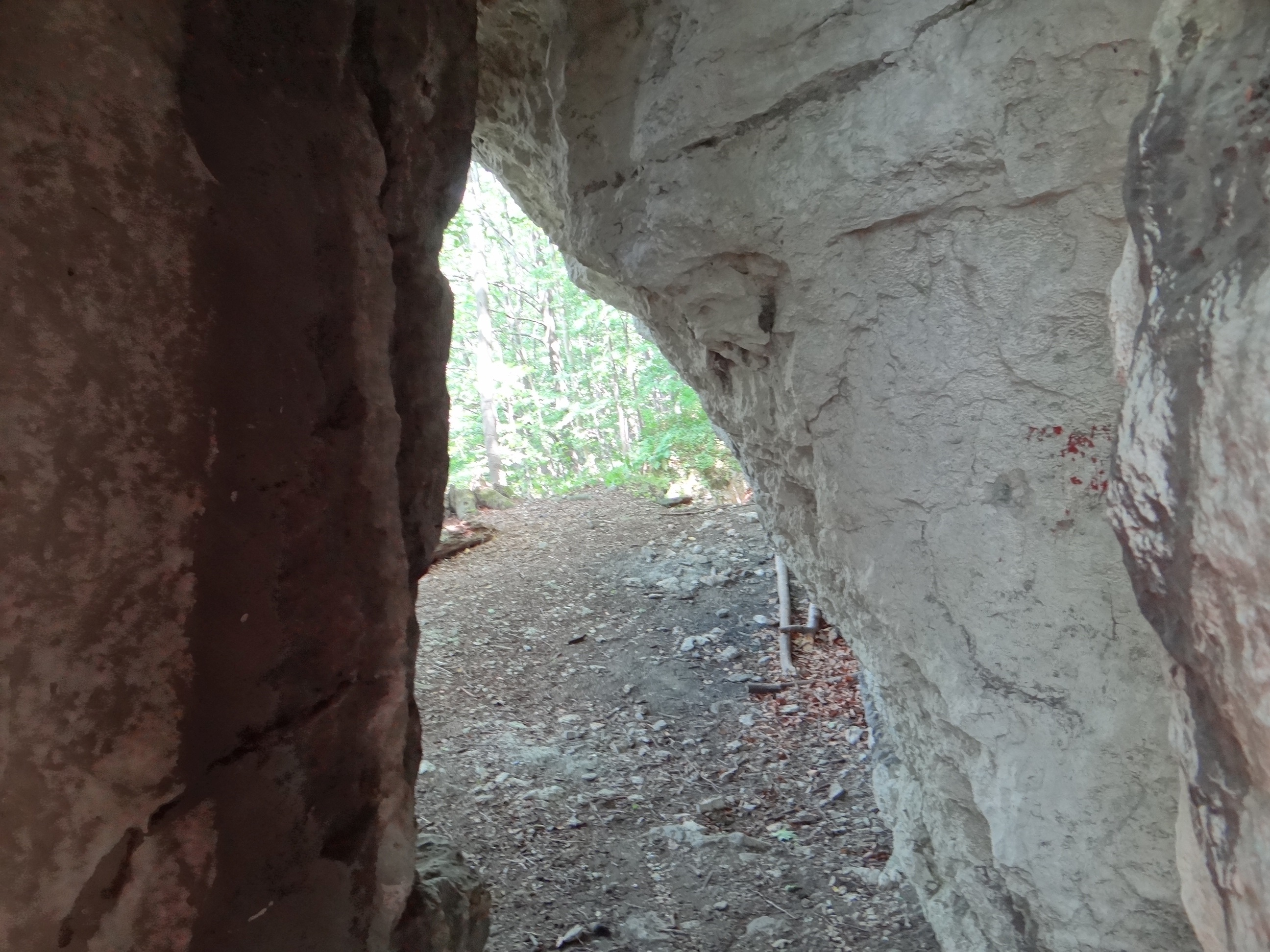